# Surfwear

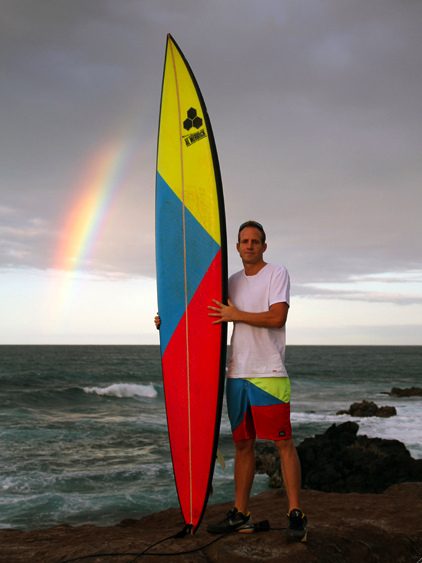
Un surfer

Le surfwear est la mode vestimentaire associée à la pratique du surf et des autres sports similaires. Elle se compose principalement de vêtements courts tels que tee-shirts, bermudas et maillots de bain adaptés à la plage.

## Marques
- Billabong
- Kanabeach
- Oxbow
- Quiksilver
- Reef
- Rip Curl.
- Globe (marque)
- Roxy (marque)
- Volcom